# 韋翽
韋 翽（い かい、生没年不詳）は、南朝梁から陳にかけての人物。字は子羽。本貫は京兆郡杜陵県。

## 経歴
南朝梁の汝陰郡太守の韋乾向の子として生まれた。弱冠にして父を失ったため、母を養い、兄弟の子たちを育てた。大宝3年（552年）、陳霸先が南徐州刺史となると、韋翽は召されて征北参軍となった。紹泰元年（555年）、族兄の義興郡太守韋載が杜龕とともに起兵して陳霸先にそむくと、韋翽は陳霸先の命を受けて韋載を説得し、降伏させた。そのまま監義興郡をつとめた。永定元年（557年）、南朝陳が建国されると、貞毅将軍・歩兵校尉に任じられた。驍騎将軍に転じ、朱衣直閤を兼ねた。営兵を領知したほか、宿衛の兵を統率して陳霸先に近侍したため、「侠御将軍」と呼ばれた。まもなく宣城郡太守として出向した。天嘉2年（561年）、王琳を討った功績により、清源県侯に封じられた。
太建年間、在官のまま死去した。明霍羅三州刺史の位を追贈された。
子の韋宏は、字を徳礼といい、南朝陳の永嘉王府諮議参軍に上った。南朝陳が滅ぶと隋に仕えた。

## 伝記資料
- 『陳書』巻18 列伝第12